# 給湯器
給湯器（きゅうとうき、英: hot water dispenser）とは水を湯に変えて供給する器具のことである。湯沸かし器（ゆわかしき、英: Boiler）、温水器（おんすいき、英: Water boiler）ともいう。ここでは日本市場向けの一般家庭用の給湯器について述べる。

## 概要
日本市場においては、都市部でも発電所の蒸気供給等がごく一部の地域でしか行われなかったことから、セントラル式の給湯器の普及は病院や理髪店などに留まり、家庭用としては1965年頃に発売された台所等局所式のガス瞬間湯沸かし器以降、普及したと考えられる。また、日本においては入浴にシャワーでなく浴槽を用いる文化があることから、「風呂釜」と呼ばれる局所式の風呂湯沸かし専用の装置が、瞬間湯沸かし器以前から存在していた。現代の家庭用給湯器は主としてセントラル式であり、湯を供給するという本来の意味での給湯機能に加え、風呂湯沸かし機能や温水セントラルヒーティング機能なども併せ持つものもある。
用途別・設置箇所別・熱源別に以下が用いられている。

### 主なメーカー
| 会社名       | 主な生産品目                                    | 国内シェア                                                               |
| ------------ | ----------------------------------------------- | ------------------------------------------------------------------------ |
| リンナイ     | ガス給湯器                                      | ガス給湯器：第1位（42%）                                                 |
| ノーリツ     | ガス給湯器 石油給湯器 太陽熱温水器              | ガス給湯器：第2位（40%） 石油給湯器：第2位（約40%）                      |
| パロマ       | ガス給湯器                                      | ガス給湯器：第3位（約15%）                                               |
| パーパス     | ガス給湯器                                      |                                                                          |
| 長府製作所   | ガス給湯器 石油給湯器 太陽熱温水器 エコキュート | 石油給湯器：第1位（約40%） 太陽熱温水器：第2位 エコキュート：第7位（3%） |
| コロナ       | 石油給湯器 太陽熱温水器 エコキュート            | 石油給湯器：第3位 太陽熱温水器：第3位 エコキュート：第3位（14%）         |
| 矢崎総業     | 太陽熱温水器                                    | 太陽熱温水器：第1位                                                      |
| パナソニック | エコキュート                                    | エコキュート：第1位（27%）                                               |
| 三菱電機     | エコキュート                                    | エコキュート：第2位（26%）                                               |
| 日立製作所   | エコキュート                                    | エコキュート：第4位（12%）                                               |
| ダイキン工業 | エコキュート                                    | エコキュート：第5位（12%）                                               |
| 東芝キヤリア | エコキュート                                    | エコキュート：第6位（5%）                                                |

## 用途別の分類

### 温水暖房付き風呂給湯器
温水セントラルヒーティングの熱源機機能を併せ持つ風呂給湯器。内部に3系統以上の熱交換器を持ち、給湯・風呂循環・セントラルヒーティング熱源として用いることができる。風呂循環及びセントラルヒーティング水系には独自にポンプ機能を持つものが多い。他の特徴は自動風呂給湯器と同様である。

### 自動風呂給湯器
ボタン操作のみで自動的に一定水量まで風呂に給湯を行い、設定された時間内において風呂温度を一定に保つよう追い焚きを行う機能を持った給湯器である。主としてセントラル方式であり、燃焼系を持つ場合の給湯器は多くの場合屋外に設置される。内部に2系統以上の熱交換器を持ち、給湯・風呂循環を行うことができる。現代の新築家屋では普遍的に用いられている。他の特徴は給湯器と同様である。

### 給湯器
給湯機能のみを持つ単機能の給湯器で、シンプルな構造である。燃焼系を持つ場合は概ね屋外に設置される。貯湯式と瞬間式に大きく分かれ、貯湯式は大きなタンクを併設または給湯器自体がタンク自身である。燃焼系を伴う場合は1系統以上の熱交換器を持つ。概ね屋内に設置されるリモコンで温度設定が可能。風呂へ給湯することも可能であるため、追い焚きを必要としない、もしくはイニシャルコストの削減等の目的で自動風呂給湯器を用いず単機能の給湯器を代用することも可能であり、アパートなどで用いられているケースが多い。

### 風呂釜
風呂の湯沸かし・追い焚きに特化した単純構造の装置。給湯機能を持つ場合と持たない場合がある。バランス釜等とも呼ばれる。高度経済成長期においては普及傾向だったが、現代においては長所がほとんどないことから減少しており、新規に設置することは山小屋等の特殊な事情以外では稀である。厳密には給湯器とは呼べない。

### 温水暖房熱源機
温水セントラルヒーティングの熱源機。内部に1系統の熱交換器とポンプを持つものが多く、循環系を構築している。お湯を供給する機器ではないため、厳密には給湯器とは呼べない。

## 設置箇所別の分類

### セントラル式
蛇口と給湯器が分離した構造をしている装置で、配管を用い複数の蛇口への供給を可能にしているものをいう。蛇口までの経路が長くなることを想定しており、供給水圧の連続的変化に耐えられる構造を持つ。屋内外を問わず蛇口から離れた場所に設置されるケースが多いため、リモコンで設定を変更することができるものが多い。自動風呂給湯器は基本的にセントラル式である。

### 局所式
単一の蛇口への給湯もしくは給湯器自体に蛇口がついており、温水を使用する箇所に設置されるものをいう。瞬間湯沸かし器が代表例であり、比較的小型であるとともに、屋内に設置される場合が多い。セントラル式の補助装置として用いる場合もある（瞬間式）。

## 熱源別の分類

### 電気給湯器

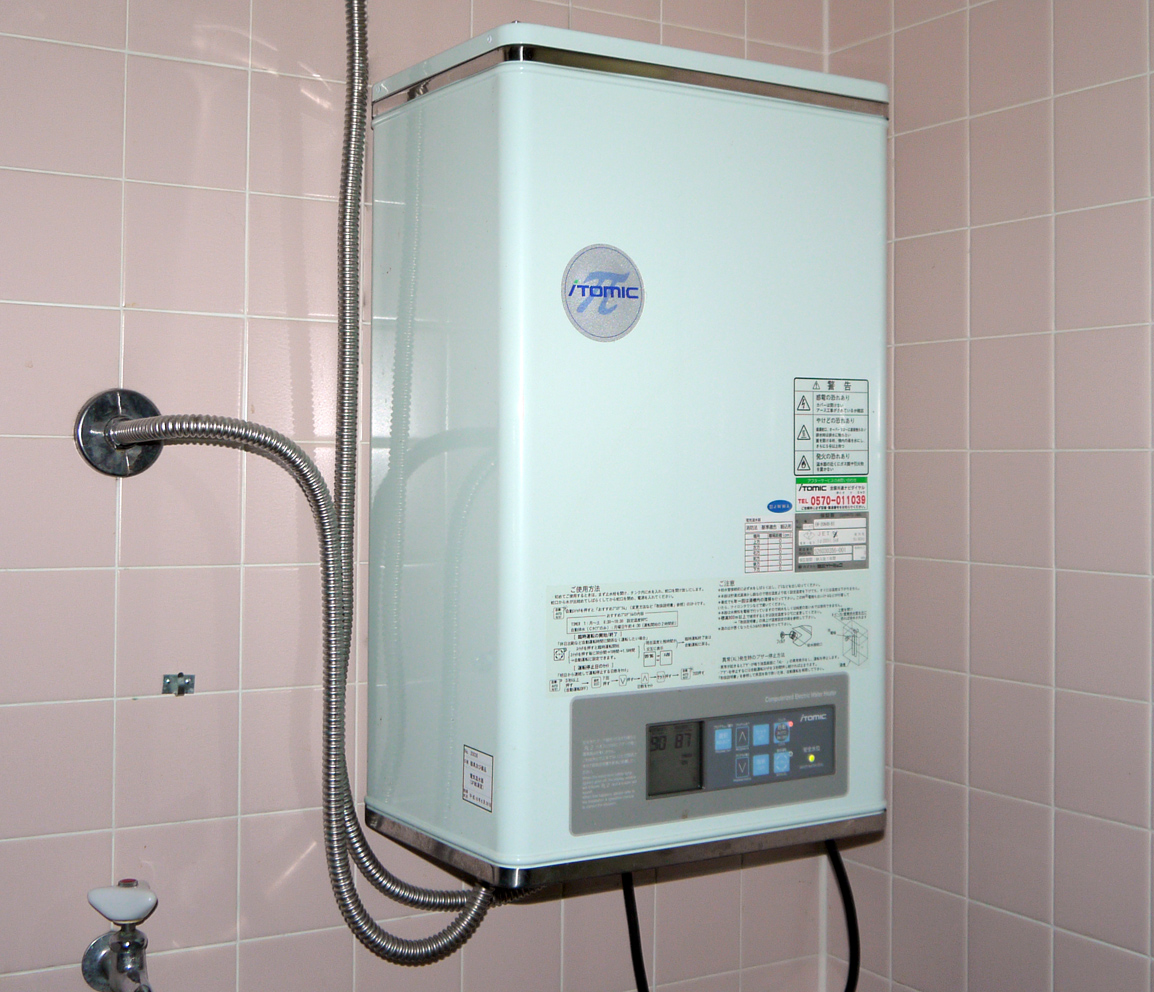
火気の使えない場所で利用される業務用の電気給湯器
（日本 200V仕様）

電熱ヒーターを使うタイプと熱交換を使うタイプに分かれる。深夜電力（電力会社や契約メニューによって異なる。東京電力の例では23時から翌7時まで）の割安な単価適用時間帯を使い、貯湯タンク内に85°C程度に沸かした湯を150 - 560リットル程度蓄えて昼間に給湯使用する。昼間時間帯でも運転が可能だが、コスト面からタイマー制御等を用いて深夜電力時間帯に稼働するように設定する方式が普及している。
- 長所
  - 給排気設備は不要なため、設置場所の制限が燃焼式給湯器に比べ少ない。
  - 設置場所では排気がなく、空気を一切汚さない。
  - 季節別時間帯別電灯、時間帯別電灯、深夜電力、融雪用電力といった割安な電気料金プランが使える。
  - ガスや石油（灯油）の配管工事代を必要としない。
  - オール電化の場合は、ガス契約を行わなくて済むので、月々のガス代が要らない。
  - ガス式や石油式と比較し、作動音が非常に静かである。
  - ガス式や石油式と比較し、製品寿命が長く、メンテナンスも簡易である。また火災などの事故が起こりにくい。2kWを超えない場合は火災報知器の設置義務はない（地区による）。
- 短所
  - 契約や運転時間帯により電気代が通常契約より割高となるため、給湯不足とならないタンク容量の機種選定が必要となる。
  - 貯湯タンクの設置場所が必要。集合住宅では設置場所も床面積に含まれるが、自治体によってはエコキュートの設置面積分の容積率を緩和している場合がある。
  - 瞬間式ではなく貯湯式のため、給湯量に上限がある。
  - 水圧が低い。ガス式と同等に高めるためには別途加圧ユニットが必要な機種がある。ただし、一部の機種では水圧が高い水道直圧式もある。
  - ガス式や石油式と比較し、本体価格が高い。

#### 電気温水器

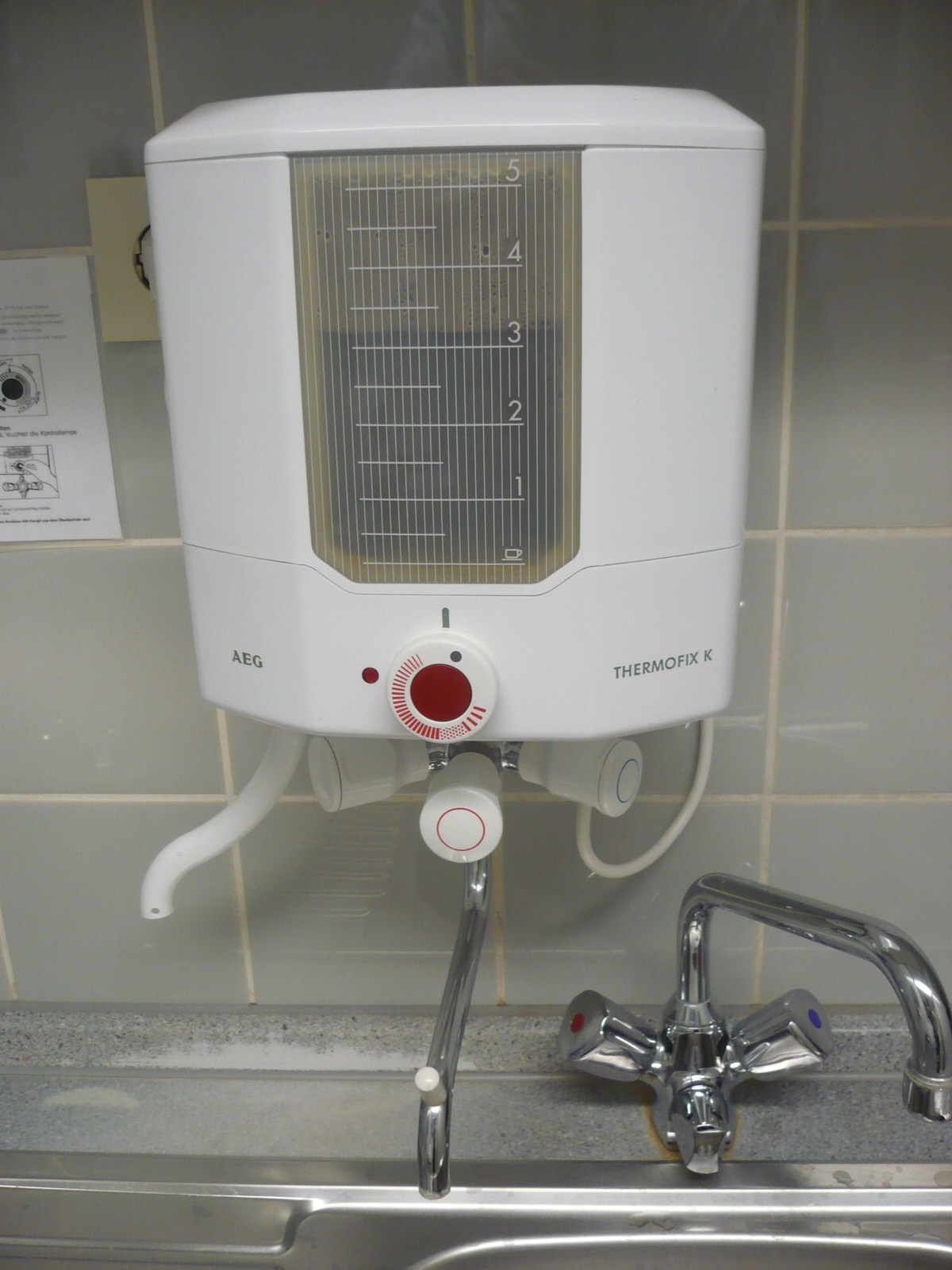
5リットル程度の電気小型温水器

電熱ヒーターを使う。セントラルヒーティングに使える機種もあり、北海道のオール電化住宅に用いられている。容量が1 - 100リットル程度の小型のものもあり、キッチンや洗面所に置くことも可能。
- 長所
  - 使用地域の外気温と関係なく、給湯が可能。
  - 洗面台に内蔵する小型タイプもある。
  - セントラルヒーティングに対応する機種もある。
  - ヒートポンプ式と比べて設置面積が小さい。
  - 湯を沸かす際に音がしない。
  - 構造がシンプルで長寿命。
  - 深夜電力の有効利用になる。
- 短所
  - 熱交換タイプと比べてランニングコストが高い。
  - 追い焚きの際は、昼間電力を使用することになるため電気代が割高になる。
  - 貯湯式のため湯量に限界があり、複数使用には不向き。

##### 電気小型瞬間湯沸器

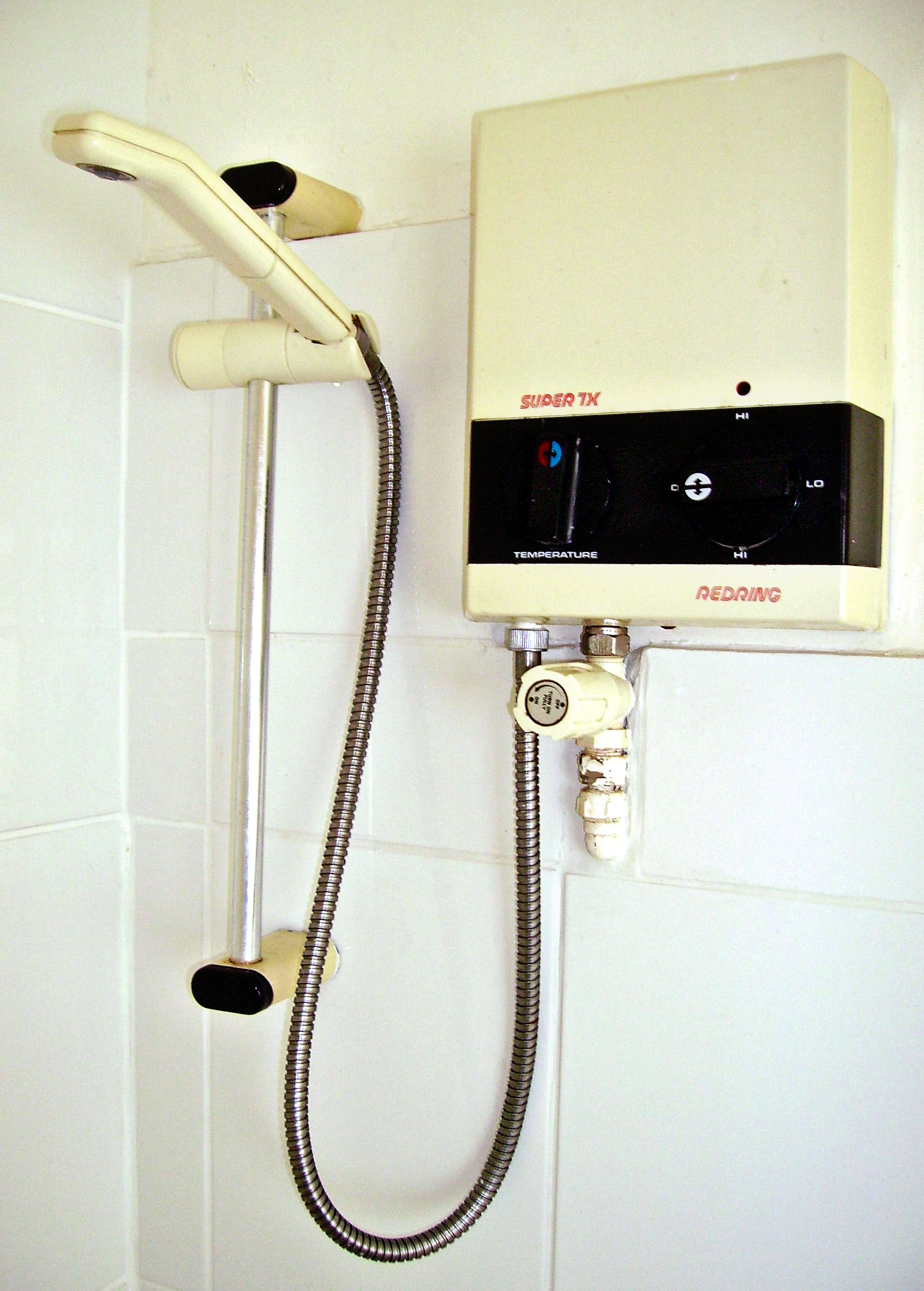
電気小型瞬間湯沸器

日本国外で用いられているものは、消費電力が8.5kWから11kWないしそれ以上で、200Vから240Vを使用する。主にバスルームのシャワーに使われる。
現在住宅用に日本で用いられているガス瞬間式は比較的小型であっても能力が16号あり、これは効率を無視しても27.8kW必要で、これを電気瞬間式で実現するには電気設備の容量面で困難が大きい。故に手洗い用等、特に貯蔵の必要のないものであっても小さな出力で十分な量を出湯させるために貯湯式が用いられる場合が多い。
ただし、小型で構造が簡単、熱効率は非常に優秀である。高圧・特別高圧の電気契約の工場・ホテル・病院等でその利用価値が大きい。

#### 自然冷媒ヒートポンプ給湯器 エコキュート
自然冷媒（CO2）を用いた熱交換式の電気給湯器で「エコキュート」と呼ばれている。「エコキュート」の名称は電力会社・給湯器メーカーが自然冷媒ヒートポンプ給湯器を総称する愛称として使用している（登録商標の権利としては関西電力が保持・管理している）。よって、自然冷媒を用いないHFCヒートポンプ給湯器は「エコキュート」とは呼ばれない。2001年5月にデンソー、電力中央研究所、東京電力の3者で共同開発され、コロナが発売を開始した。構造はエアコンと同じ原理で大気の熱を冷媒に移し、その熱で湯を沸かす。
燃焼式、電気温水器と異なり大気の熱を移動する仕組みのため、投入エネルギーよりも多くの熱エネルギーを利用することができる。
CO2排出抑制の手段として注目されており、機種によっては政府の補助金が得られるものもあったが、補助金は2010年度に終了した。加熱能力は業務用10馬力のもので約28kW。
- 長所
  - 電気温水器よりランニングコストが安い。
  - イニシャルコストに対し導入補助金制度がある。
  - 温水床暖房や浴室暖房乾燥もできる多機能型もある。
- 短所
  - 非常に大型となる上、貯湯タンクの他にヒートポンプユニットの設置場所が必要で一般家庭には不向きである。
  - 冷媒にCO2を使用しているため、ヒートポンプの現場修理が不可能。
  - 湯沸かし時にヒートポンプユニットから、運転音がする（約38 - 40db）。
  - 寒冷地向きではない。一部地域では使用不能。
  - イニシャルコストが高い。
  - 貯湯式のため、湯は飲用に適さない（貯湯タンクの湯熱と熱交換を行う瞬間湯沸かし式は問題ない）。
  - ヒートポンプユニットの寿命は約10年。

#### ヒートポンプ給湯器 ほっとパワーエコ
エアコンと同じR410A冷媒を用いたヒートポンプで湯を沸かす電気給湯器で東芝キヤリアが製造している。冷媒にCO2を使用していないためエコキュートの補助金制度は使えないが、ヒートポンプユニットはエアコンと部品を共通化しているため、現場での修理対応が可能というメリットがある。寒冷地向けに電熱ヒーターを内蔵しているもの等、東芝独自のラインアップがある。
- 長所
  - エコキュートと同等程度のランニングコストと性能。
  - エコキュートと違って冷媒にR410Aを使用しているためヒートポンプの現場修理可能、修理費は安価で短時間。通常のエアコンと同様でメンテナンス性に優れている。
  - 値段は、補助金制度を使ったエコキュートとほぼ同様。
- 短所
  - エコキュートよりも湯沸かし時の運転音がわずかに大きい（約40db）。

#### ヒートポンプ給湯器
1980年代から1990年代に松下電器産業が発売していたもの。東芝の「ほっとパワーエコ」の冷媒を変えたもの。

### ガス給湯器

#### 能力（号数）
日本においては、ガス給湯器の能力を示す単位として「号数」という用語が使われている。号数の値は水温+25°Cのお湯を1分間に出せる量（リットル）を示す。例えば「24号」は、水温+25°Cのお湯を1分間に24リットル出せる給湯器の能力である。

#### ガス小型瞬間湯沸器

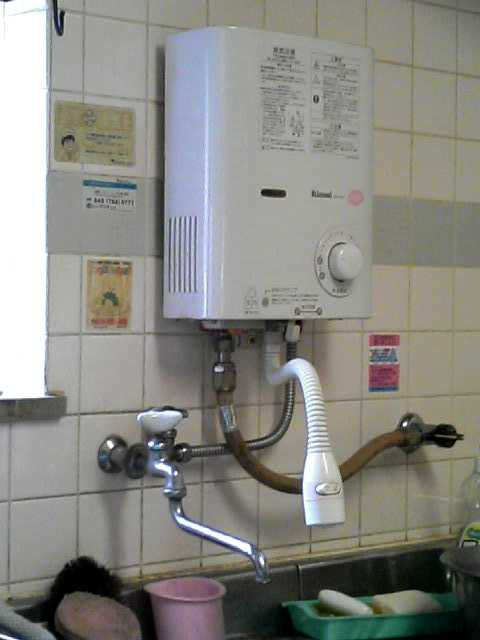
元止め式ガス小型瞬間湯沸器

台所やその付近の室内に設置される小型の給湯器。元止め式と先止め式がある。
元止め式とは本体から直接伸びたシャワー口を含む給湯配管により給湯する方式で、先止め式とは本体と給湯を必要とする場所が離れた別体型の蛇口（混合水栓）を含む給湯配管を施工し、蛇口の開閉時による水圧変化により制御し給湯する方式である。
- 長所
  - ガス（都市ガス・プロパンガス）と上水道を接続すればすぐ稼働でき、手軽で必要な時に必要な分だけ湯を得ることができる。
  - 給湯配管のない古い建物でも大規模なリフォーム工事なしに使用できる。
  - 動作用電源は電池なので停電時でも（ガス供給停止と断水がなければ）問題なく使える。
  - 特に家庭用に用いられる元止め式は給湯が必要な場所にのみ設置される方式であるため、湯待ち時間が無く、少量を頻繁に使用する場合は配管からの熱損失が存在しないため、経済的となる場合がある。
- 短所
  - 室内に燃焼排気を放出する開放型と呼ばれる方式のため、能力が低いものに限定され湯量が少ない。
  - 使用時には室内に燃焼排気ガス（二酸化炭素等）が直接放出されるため、換気不足が続くと不完全燃焼が起こり一酸化炭素中毒を起こす可能性がある。そのため十分な換気を必要とする。かなり古いものでなければ不完全燃焼防止の安全装置はついているものの、1980年代の旧式器具では安全装置の故障や着火不良による爆発燃焼を起こしやすい。
  - 2006年に発覚したパロマ湯沸器死亡事故により、メーカーを問わず小型瞬間湯沸器の経年使用の危うさがクローズアップされるようになり、7 - 10年程度での点検・交換が望ましいとされる。
  - 台所流し場等使用場所へ設ける必要があるので美観を損ねやすい。

#### ガス貯湯式給湯器
タンク内の水を予め加温する方式。いわば（瞬間式でない）電気温水器の熱源をガスにしたようなものである。アメリカから伝播した古くからある器具で、現在は主に理髪店等で使用される。複雑な制御を必要とせず、それでいて非常に安定した温度の湯を供給できる。ループ配管が施工可能なので配管が著しく長い場合でも（沸き上がっていれば）蛇口を開けてから直ぐに湯が出るという特徴があり、また多数の栓を同時に開いても温度が安定していることもあり現在でも高級な設備として需要がある。セントラルヒーティングに使える機種もある。
- 長所
  - 構造が単純で故障が少ない。
  - 湯の温度は流量に無関係で（使用につれゆっくりと降下するのみ）、乱高下しない。
  - 同じ貯湯式でも電気温水器に比して高熱量のため沸き上がりが早い（最大1時間半）。
  - 一時的に多量の湯を消費しても瞬時に多量のガスを消費せず、大型のものでもガス配管・排気設備への負担が少ない。
- 短所
  - 沸き上がりまで時間が掛かる。
  - 非常に大型である。
  - 比較的水圧が弱い。
  - 慎重に機種選定をしないと湯切れの危険があるが、余裕があり過ぎて能力に比べて必要量が極端に少ない場合は損失が多い。

#### ガス給湯器（瞬間式）
設置場所により屋内設置型、浴室内設置型（バランス釜に給湯蛇口（又はシャワーのみ）を備えたもの）、パイプシャフト内設置型、屋外設置型に分類される。これらは給排気方式や能力（号数）より更に分類される。セントラルヒーティングに使える機種もある。
寒冷地（特に北海道）では凍結故障防止のために屋内設置することが多く、寒冷地仕様としてラインアップしているメーカーが多い。
逆に、一部メーカーにおいては、本体の仕様を通常のものと以下のように変えることで、沖縄仕様の製品としてラインアップしているところもある。
- 本体の塗装を耐塩害仕様にする。
- 排気口などの開口部に網などを取り付け、虫やヤモリの侵入対策を行う。
- 凍結防止のための、本体内部のヒータを省略する。

一般的には戸建住宅では床置式・壁掛式が、集合住宅では壁掛式（パイプシャフト又はベランダ）が普及している。
大きくは給湯栓からの給湯のみの機能を持つ給湯単能器と浴槽の追焚機能を合わせ持つ風呂給湯器に分かれるが、近年はさらに温水暖房（床暖房・浴室暖房）の熱源機としても使用可能な「温水暖房熱原付き給湯器」や「温水暖房熱源付き風呂給湯器」も販売されている。
- 長所
  - 都市ガスや料金設定が安めなLPガス業者の場合は、電気温水器（深夜電力以外）より燃料代が安く済む。
  - コンパクトで場所を取らないため、都会部の住宅やマンションなどで採用されることが多い。
  - 瞬間式のため、必要とする分だけの湯を即座に使える。貯湯式の様にタンク内の全ての水を温める必要はない。
  - 瞬間式のため、器械の故障以外で水になることがほとんどない。
  - 給湯圧が高い。高能力のものであれば、3箇所同時給湯においても圧力低下が少ない。
- 短所
  - 湯沸かし時に運転音がする（約47 - 52db）。
  - 最大量に合わせた能力（号数）選定が必要である。
  - 微小な流量では給湯ができない。
  - 特に廉価な機種は蛇口の開閉や急激な流量変化に温度の制御が追従し難く、給湯温が乱高下しやすい（冷水サンドイッチ現象）。
  - 料金設定が高価なLPガス業者の場合、最も燃料代が掛かる。
  - 屋内設置では給排気設備が必要となる。
  - 機器本体と蛇口が離れていると、湯が出るまで数十秒待たなければならない。

##### 潜熱回収型ガス給湯器 エコジョーズ

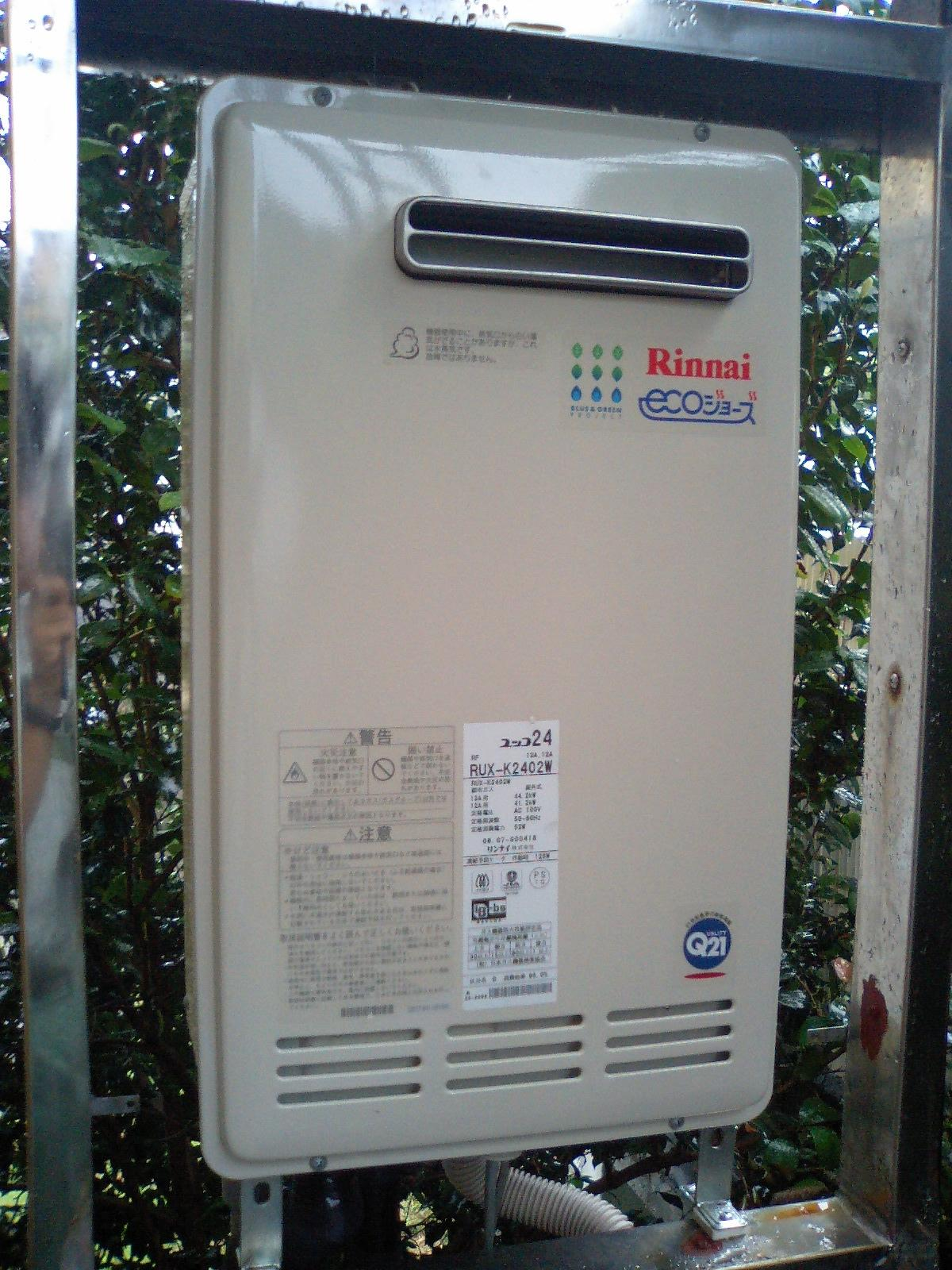
ガス高効率型給湯器「エコジョーズ」

従来のガス給湯器の熱効率がおよそ80%であったのに対し約15%高い、95%の熱効率を実現させた新型のガス給湯器。
ガス給湯器では水が通る熱交換器を燃焼によって生じた高温ガスに当てることで、ガスから熱を回収し温水を得る。このとき従来型給湯器では熱交換後の排気ガスは200°C程度であり、燃料エネルギーのおよそ80%しか回収できていなかった。潜熱回収型ガス給湯器では、従来排出していた（一次）熱交換後のガスを二次熱交換器に当て給水を予熱する。二次熱交換器で排気温度を水の沸点以下の60°C程度まで下げることで排気ガス中に含まれる水蒸気を液体の水とし、潜熱（凝縮熱）を回収できる。これによって全体として95%程度の熱効率を実現し、液体の水となった水蒸気の分だけ排気量も少なくなる。2000年6月に高木産業（現：パーパス）が初めて発売を開始した。
- 長所
  - 国[8]や地方自治体の導入補助が下りる場合があり、該当すれば申請により補助を受けられる。
  - 効率が高まる分、必要とするガス使用量が減り、二酸化炭素排出削減と光熱費削減となる。
- 短所
  - 二次熱交換器から出るドレン水の排水処理が必要。
  - 排気温度が従来型より低い（60°C程度）ため排気中の残留水蒸気が結露しやすく、排気吹き出し方向に金属製の障害物がある場合は結露により腐食の恐れがある（開放空間に向けて排気するよう設置する）。
  - 湯沸かし時の運転音が従来型より若干大きい（約47 - 52db）。

#### ハイブリッド給湯器
2015年に登場したハイブリッド給湯器はエコキュートによる電気自然冷媒ヒートポンプ式とエコジョーズによるガス瞬間式を組み合わせた給湯器のため、ガス給湯器で唯一床暖房にも対応している。
両方のメリットとデメリットも受け継いでいるので、電気での貯湯時に室外機から起こる騒音もそのまま反映されている。電気での貯湯は、エコキュートよりも容量が少なめでかつ低い温度で貯めており、ガスによる瞬間給湯で適温にしている。エコキュートと違い、電気での貯湯が電気代が安い深夜の時間帯に行われているのみであり、電気で貯めたお湯が切れてすぐにガスの給湯が単独で行われるため、追加貯湯は行われない。
ランニングコストとしては、他のガス給湯機と違い、ガス代が大幅に安くなる替わりに電気代が高くなるものの、導入費用がエコキュートやガス給湯機よりも高くなるため、都市ガスよりもランニングコストが高めのプロパンガスの家庭での利用が非常に多い。
リンナイからは「エコワン（ECO ONE）」の商品名で、ノーリツからは「ハイブリッド（HYBRID）給湯システム」の名称で、それぞれ発売されている。

### 石油給湯器

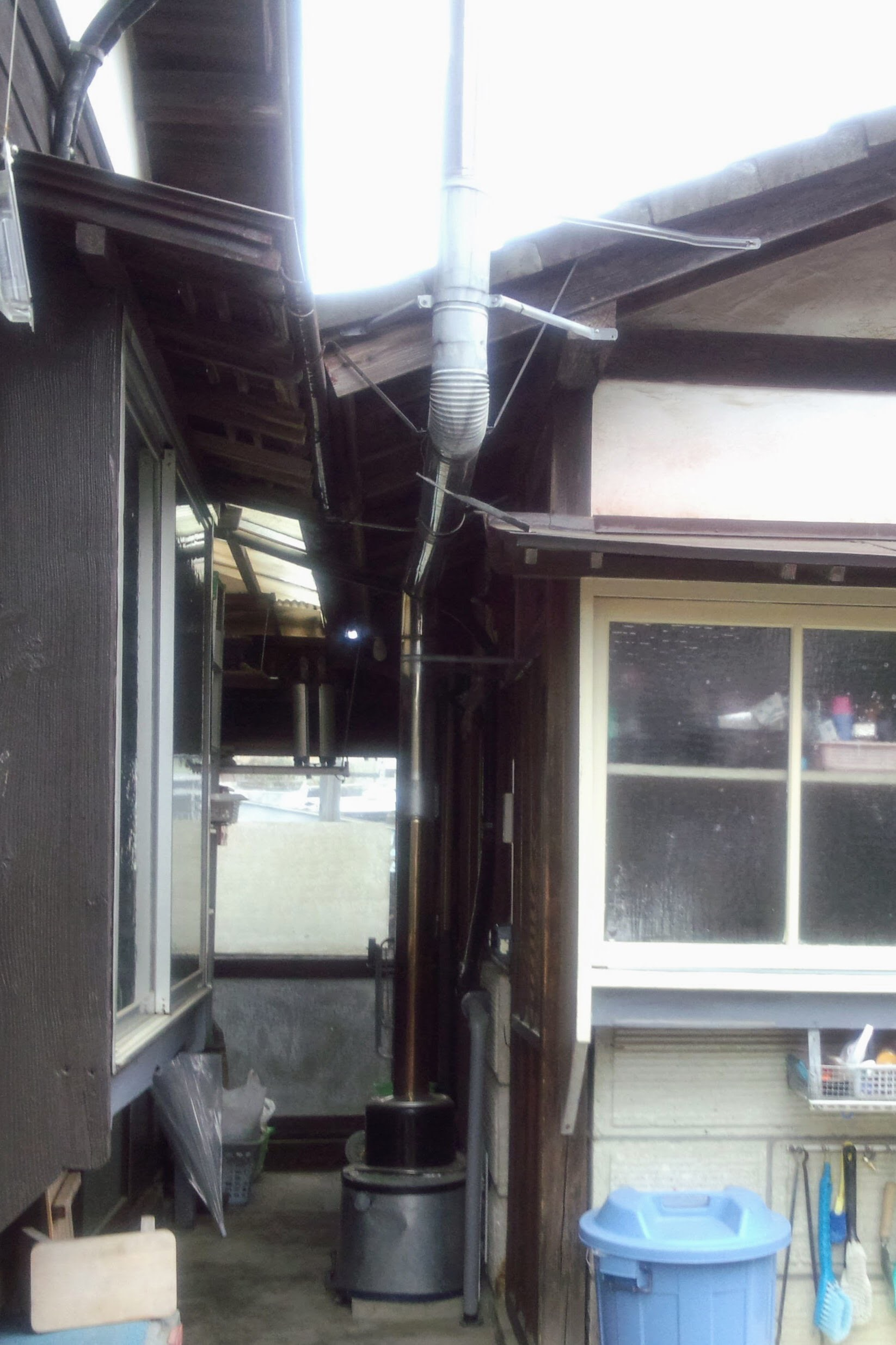
1960年頃の住宅に採用された半貯湯式石油給湯器
（画面中央にある円筒形の物体）

石油（灯油）バーナーによる給湯器。経済的効果（燃費）を期待し、浴槽などの多量給湯に用いられる。かつては燃焼制御技術の問題もあり、比較的容量の大きい缶を内蔵する半貯湯式もしくはセミ貯湯式と呼ばれるものが多かったが、現在は必要量だけその都度加温して利用する瞬間式（直圧式）もある。
瞬間式は細かい制御が可能なため、1°C単位での給湯温度設定が可能。缶体を持たないので、水道水の圧力のまま用いることができる。またガス瞬間式同様、給湯時の水圧が上水道圧とほぼ同一であり蛇口を捻れば直ちに点火・出湯するなどのメリットがあるがその分構造・制御が複雑になり、本体価格は高価である。また、ガス瞬間式同様に微小な流量では燃焼開始できなかったり給湯能力を超過した出湯の場合、直ちに湯温の低下を来たす欠点がある。瞬間式は本来、ガスの様に燃焼制御が極めて容易な燃料に用いられるものであるので、この点ではやや不利である。
これに対して、セミ貯湯式は構造が単純なため瞬間式（直圧式）に比べて安価であるが、容積のある円筒の缶体を持つため法規制を受けかつては圧力上限が0.1Mpaとされていて、給湯時の水圧が低く（ただし最近は高圧型0.2Mpaもある）使用開始時は缶の水を予め温めなければならないので、数十秒程度の待ち時間が発生する（待たずに給湯栓を開けばいつまでもぬるいままともなる）。温度設定が「熱い - ぬるい」などの感覚的な設定しかできない等の制約がある。反面、低圧であるので在来の太陽熱温水器との結合は極めて容易であり、缶の湯量があるので、湯温の乱高下も比較的緩和される。
かつてはランニングコストの面から寒冷地、都市ガスの供給の無い地域での採用が多かったが、原油価格の高騰やオール電化の普及に伴い、電気給湯器へシフトする傾向にある。
- 長所
  - 石油が安価なときは、パワフルな割に経済的。
  - 瞬間式のため、実用上の限度水量がない。
  - 特に低圧の半貯湯式は太陽熱温水器との接続が容易である。
- 短所
  - 石油が高騰した時は、値段に直ぐ反映されてしまう。
  - 石油独特の臭いやバーナー作動音がする。湯沸かし時の運転音は約47 - 52db。
    - ただし、47 - 52dbの運転音の機器を深夜に稼働させた場合は環境基本法第16条第1項の規定に基づく「騒音に係る環境基準について」に違反する可能性がある[11]。

  - 大型の燃料タンク設備が必要。
  - 定期的に給油が必要。
  - 低圧の半貯湯式で2階へも給湯する場合や特にシャワーを高圧にする場合は、ポンプの付置が必要。

#### 潜熱回収型高効率直圧式石油給湯器 エコフィール
従来の石油給湯器の熱効率が83%だったのと比べ14%高い、95%の熱効率を実現させた新型の石油給湯器。従来までは捨てていた高温の排気を有効利用することで、熱効率を高めている。2006年12月にノーリツが発売を開始した。石油業界ならびに給湯機器業界は、石油エネルギーの高効率利用促進の観点からエコフィール購入支援事業を展開している。
形態としてはガス給湯器の「エコジョーズ」と類似する。排気温度が200°Cから60°Cに下がるため、省エネ性の他に安全上のメリットもある。ただし、日本国内流通の熱機器用ガスと異なり、石油は僅かではあるが硫黄などの不純物を含むため、給湯器クラスの大量の排気が沸点以下で排出されて低温側熱交換器で結露した際、これら不純物が溶け込んで酸性の液体になったドレンをそのまま排出すると周囲を腐食させてしまう。このため、本体内にドレン中和器が内蔵され、更に設置時には特別な排気ドレン工事が必要となる。これは、本体価格で従来型より10万円高となる上、工事費もかかるため、低コストを求められる石油給湯器としては大きなデメリットでもあり、このことからエコジョーズほどラインアップが充実していない。

### コージェネレーションシステムに付属する給湯器

#### エコウィル（家庭用ガスエンジンコージェネレーション）付属補助熱源器
家庭用ガスエンジンコージェネレーションシステムに付属する貯湯ユニットに組み込まれた給湯器。貯湯を使い切った時や湯が設定温度まで高まっていない時に補助熱源として稼働する。燃料は、都市ガスやLPガス。

#### エネファーム（家庭用燃料電池コージェネレーション）付属補助熱源器
家庭用燃料電池コージェネレーションシステムに付属する貯湯ユニットに組み込まれた給湯器。貯湯を使い切った時や湯が設定温度まで高まっていない時に補助熱源として稼働する。燃料は、都市ガスやLPガス、石油。

### 太陽熱温水器
太陽熱を利用して温水を作る。太陽光発電と比べると同じ面積で4 - 5倍の熱エネルギーを得ることができる。雨や曇りの日にあっては能力が下がるので、単独での設置は現実的でない。

#### 自然循環式
ガラス張りの箱内に収めた平板状の集熱器とその上部に貯湯槽を設け、水道から無圧の（大気開放された）貯湯槽へボールタップにより補給される方式、給湯栓へは屋根上の太陽熱温水器からの落差で供給される。廉価な方式であり、国内では現在最もありふれた方式である。
ガス瞬間式・石油瞬間式との連携は水圧の問題から困難で、特に自動的に温度設定をする機種とは相性が良くない。いずれも専用の機器か太陽熱連携を前提とした機種を設けることで解決できるが、その機器に更に費用が掛かり保守上も難点が生ずる。また、中には設定温以下の中・低温度の太陽熱温水器の湯を全く利用しない機種もあるので、太陽熱温水器の経済効果が薄れるものも存在する。
単機能の（低圧型）半貯湯式石油給湯器、ガス貯湯式、在来の電気温水器であれば、単純に太陽熱温水器出口に給湯器の缶体を接続するだけで連携運用が可能で設備費用は安く、それでいて最大限太陽熱を利用できる（電気温水器の一部には過去に使用したパターンから通電時間を決めるものがあるが、この場合、設定が狂ってしまうので直接の連携は避けたほうが良い）。
太陽熱とその他の熱源の給湯を選択することが可能な水栓も存在し、これを使用した場合、湯を使用する時は太陽熱温水器への給水をストップし、使用中の温度降下を抑制することもできる（特にこの使用法を落水式と称する）。また、この水栓を使用した場合はガス瞬間式・石油瞬間式とも簡単に接続でき設備費用も比較的安くなるが、蛇口周りの配管が輻輳するのが難点で、更に風呂場等の専用水栓設置場所でのみ切り替えが可能でない欠点もある。
- 長所
  - 燃料代の節減ができる。ランニングコストがかからない。
  - 化石燃料を使用しないため、環境負荷が低い。
- 短所
  - 屋根の方角、日照時間、天候、外気温など設置場所の環境によって給湯能力が左右される。特に冬場は低温や積雪によってほとんど水温が上がらない場合もある。
  - 満水時は300kg前後の重量があるため家屋の強度・耐震性に注意が必要である。
  - 寒冷地では、冬場に落水（水抜き）をしないと凍結により破損することがある。
  - 低所へ設置した場合、給湯圧が極端に低くなる。

##### 自然循環（熱交換式）
上記自然循環式の貯湯槽内の湯を直接使用せず、槽内へ熱交換用のコイルを設置し、水道水を加温して供給する方式。
使用する水道水は直接貯蔵されず、必要分のみ加温されて供給され衛生的かつ、水道水の圧力をそのまま利用できるため、地面上、或いは低い屋根上へ設置した場合でも給湯圧が確保しやすい利点がある。ただし、貯湯槽内上部の高温の湯を選択的に使用する方式は採用できないので、使用にしたがっての湯温の低下は比較的に大きくなる欠点をもつ。ガス式ないし石油式への接続を前提とした方式ともいえる。

#### ヒートパイプ真空管方式
魔法瓶状の二重ガラス管内へヒートパイプを設け、その発熱で耐圧のあるステンレス製貯湯槽内を加温する方式。中国で普及している方式であるが、品質の安定化に従い国内でも輸入が多く見られるようになった。比較的外気の影響を受けにくく、また、貯湯槽が密閉（耐圧）型であるために水道の圧力を利用しやすい。快晴続きで湯の使用量が極端に少ない場合は沸騰する恐れがあるために沸騰防止弁（温圧弁）を設け、また高温となりやすいため、ミキングバルブを設け、出湯温度の一定化と連結する機器・配管の保護をする。
また、ごく少数であるが、真空二重管内へ集熱（多くはヒートパイプでない）管を設置し、平板式同様に無圧の貯湯槽内の水を加温する方式もある。これは従来の平板式自然循環方式と本質的に同一の性質である。ただし、給水・出湯の制御は電動となっているものが多い。

#### 強制循環式
平板式集熱器、真空管式集熱器のみを屋根上へ設置し、任意の場所へ貯湯槽を置き、両者を日照のある間、ポンプで循環させる方式。特に不凍液を用い、貯湯槽内へ熱交換する方式も存在する。屋根上へは集熱器のみが設置され、大面積の集熱器を使用しやすく、また外観を損ね難い。住宅用としても存在するが、特に大掛かりな太陽熱利用システムとしての採用が多い。この方式は単に給湯のみでなく、暖房目的としても利用される。

### その他のボイラー

#### ペレットボイラー
燃料に木質ペレットを使用する。薪炊き給湯器と異なり、細かな燃焼制御と自動運転が可能。ペレットストーブに給湯機能が備わっているものもある。欧米製が多い。自治体によっては導入促進補助金の対象となっていることもある。近年の石油価格高騰により石油よりも燃料費が安く済む場合も多い。また、木質ペレットには硫黄などの成分は含まれないため、低温腐食や缶体腐食がほとんど無いことからメンテナンス頻度が少なく排ガスの公害防止装置も必要ない。排出される木灰は土壌改良剤として利用できる。それらの点から農業の温室用などに向いている。近年はCO2排出権買取の対象ともなっている。自然エネルギーということで近年は農業者向けに自治体での実証実験や補助も始まっている。

#### 薪・木屑焚き（焼却）ボイラー
薪・木屑の入手の容易な場所で用いられ、紙屑等の焼却も可能である。燃焼制御が事実上不可能であるので、貯湯式のみである。缶体に上限0.1MPaまでの圧力を有する製品と、缶体を無圧開放とし給湯は缶体内部のコイルで熱交換を行うものとがある。前者は太陽熱温水器との連結に向き、後者は水道直圧であるため給湯圧が高く、缶内の貯湯を温水暖房にも流用しやすい利点がある。一旦火が落ちたり、薪の無い時や新たに薪をくべる労力を緩和するために石油バーナーを付属させた機種が一般的である。電気温水器やガス貯湯式同様、使用する湯量に応じて機種を選定しないと石油バーナーへの依存度が高くなる。薪・木屑がなければ用を為さないので採用は稀であるが、イソライト、長府製作所、エーテーオー、ノーリツ等が製造している。

#### 練炭ボイラー
韓国で見られた形式で、練炭を燃料として使用する。電気制御回路が一切なく構造が非常に単純で、給湯器本体価格が日本円換算で2万円程度からあり、練炭を燃料としていることでランニングコストも安価であるが、1日1回または数時間毎の人間による練炭入れ替え作業が必要であり、またその都度、大量の練炭殻が発生する。煙突が必ず備わっているが排出ガスによる事故を防ぐため、ほとんどの場合、屋外に設置される。

#### 籾殻ボイラー
籾殻を燃料とするボイラー。給湯と暖房を同時に行うことができ、燃料として籾殻を消費すると同時に、燃焼灰は土壌改良材として有用な「籾殻燻炭」となる。燃料の供給、燃焼灰の排出、燃焼中のファンの稼働などに電力を必要とするが、籾殻が無料で入手できる環境であれば、燃料費はタダであり、燻炭を販売することでの利益も得られる。